# 神秘天使
《神秘天使》（英語：Strange Angel，又名《奇異天使》）是一部美國的歷史網絡電視連續劇，於2018年6月14日在CBS All Access上首播。本劇是改編自喬治·彭德爾所寫的傳記書《Strange Angel: The Otherworldly Life of Rocket Scientist John Whiteside Parsons》，本劇由馬克·赫曼創作，他也是本劇的執行製作人和編劇。2018年10月29日，宣布CBS All Access續訂第二季，於2019年6月13日播放。2019年11月，本劇在第二季後被取消。

## 故事簡介
傑克·帕森斯是一位1930年代洛杉磯的傑出而雄心勃勃的藍領工人，他在一家化工廠擔任門警，但夢幻般的夢想導致他在美國火箭領域中開發未知學科，同時，他也陷入了一個神秘的世界，其中包括在夜晚進行性愛魔法儀式，並且成為了神秘學家阿萊斯特·克勞利的信徒，帕森斯利用克勞利的自我實現教誨來支持他不可思議和前所未有的努力。

## 演員

### 主要
- 傑克·雷諾 飾 傑克·帕森斯
- 貝拉·希斯寇特 飾 Susan Parsons
- Peter Mark Kendall 飾 Richard Onsted
- 瑞德·薛比吉亞（英语：Rade Šerbedžija） 飾 Prof. Filip Mešulam
- 葛瑞格·懷斯（英语：Greg Wise） 飾 Alfred Miller
- 羅拔·費特 飾 Ernest Donovan
- 查克·皮爾曼（英语：Zack Pearlman） 飾 Samson Hunt
- Keye Chen (陳冀愷）飾 Gui Chiang
- Laine Neil 飾 Patty Byrne（第2季；第1季次要角色）——Susan的妹妹

### 次要
- 麥可·加斯頓（英语：Michael Gaston） 飾 Virgil Byrne——Susan的父親
- 藍迪·奧格爾斯比（英语：Randy Oglesby） 飾 Father Shelby
- Dan Donohue 飾 教授John Tillman
- Kerry O'Malley 飾 Mrs. Byrne——Susan的母親
- 路易·穆斯迪洛（英语：Louis Mustillo） 飾 Humphrey
- 艾琳娜·莎婷 飾 Maggie Donovan
- Karl Makinen 飾 General Braxton
- 阿馬拉·薩拉戈薩（英语：Tamara Feldman） 飾 Joan
- 羅布·扎布瑞奇基（英语：Rob Zabrecky） 飾 The Minder
- 琥珀·戴維絲 飾 Ruth Parsons——傑克的母親
- Travina Springer 飾 Alice
- Phil Abrams 飾 教授Gilford Crompton
- David Wells 飾 教授George Cleveland
- Veronica Osorio（英语：Veronica Osorio） 飾 Marisol
- Colleen Foy 飾 Cassandra
- Lyliana Wray 飾 年輕的Susan
- Stewart Skelton 飾 Provost
- 陶德·史塔希維克（英语：Todd Stashwick） 飾 Marvel Parsons——傑克的父親
- 喬許·祖克曼 飾 Marvin Nickels

### 客串
- 歐仁·科爾德羅（英语：Eugene Cordero） 飾 Pueblo Powder公司的僱員
- 德克薩斯·貝托 飾 Murphy
- Michael Spellman（英语：Michael Spellman） 飾 Earl Kynett
- Michael Balin 飾 阿萊斯特·克勞利
- 安古斯·麥克菲登 飾 阿萊斯特·克勞利
- Daniel Abeles 飾 L·羅恩·賀伯特

## 集數
| 季數 | 集数 | 集数 | 上線日期      | 上線日期      |
| 季數 | 集数 | 集数 | 首映          | 季终          |
| ---- | ---- | ---- | ------------- | ------------- |
| 1    | 10   | 10   | 2018年6月14日 | 2018年8月16日 |
| 2    | 7    | 7    | 2019年6月13日 | 2019年7月25日 |

### 第1季（2018年）
| 集數 | 標題                               | 導演            | 編劇             | 首播日期      |
| ---- | ---------------------------------- | --------------- | ---------------- | ------------- |
| 1    | "Augurs of Spring"                 | 大衛·羅利       | 馬克·赫曼        | 2018年6月14日 |
| 2    | "Ritual of Abduction"              | 大衛·羅利       | 馬克·赫曼        | 2018年6月21日 |
| 3    | "Ritual of the Rival Tribes"       | 塔克·蓋茨       | Allison Miller   | 2018年6月28日 |
| 4    | "The Sage"                         | 尼爾森·麥科米克 | David Digilio    | 2018年7月5日  |
| 5    | "Dance of the Earth"               | 麥特·沙克曼     | 達納·亞當·夏皮羅 | 2018年7月12日 |
| 6    | "The Mystic Circle of Young Girls" | 班·懷特利       | Silka Luisa      | 2018年7月19日 |
| 7    | "Glorification of The Chosen One"  | Meera Menon     | John Lopez       | 2018年7月26日 |
| 8    | "Evocation of the Elders"          | Steph Green     | David Wiener     | 2018年8月2日  |
| 9    | "Sacrament of the Ancestors"       | 歐內斯特·迪克森 | 馬克·赫曼        | 2018年8月9日  |
| 10   | "The Sacrificial Dance"            | Kate Dennis     | 馬克·赫曼        | 2018年8月16日 |

## 製作

### 開發

宣傳海報，由傑克·雷諾飾演傑克·帕森斯。

2014年10月，據報導說，馬克·赫曼正在為AMC編寫一部改編喬治·彭德爾所寫的《Strange Angel: The Otherworldly Life of Rocket Scientist John Whiteside Parsons》的電視連續劇。由列尼·史葛和他的Scott Free Productions製作。到2016年，本劇已經搭起了編劇室並為本劇考慮而製作多個劇本。AMC最終沒有製作本劇。
2017年8月1日，本項目被CBS All Access訂購成電視劇。AMC完成的電視劇劇本會在CBS和AMC達成協議之後使用。
2018年4月19日，宣布本劇將於2018年6月14日首播。第一季包括了十集，每周星期四播放。
2019年4月18日，宣布第二季會在2019年6月13日播放。

## 外部連結
- 互联网电影数据库（IMDb）上《神秘天使》的资料（英文）
- 豆瓣电影上《神秘天使》的資料 （简体中文）